# 何市镇 (自贡市)
何市镇，是中华人民共和国四川省自贡市大安区下辖的一个乡镇级行政单位。2019年9月撤销永嘉乡，将其所属行政区域划归何市镇管辖，何市镇人民政府驻何家场社区139号。

## 行政区划
何市镇下辖以下地区：
何家场社区、五四村、龙盘村、和平村、新民村、阮家村、胡家村、王家村、青杠村、永丰村、蔡家村、永太村、白合村、彭家村、十字村、三和村、黄桷村、高庙村和廖家村。